# Morti nel 1481
| Questa pagina contiene informazioni ricavate automaticamente dalle voci biografiche con l'ausilio del template Bio e di un bot. L'aggiornamento è periodico e automatico e ricostruisce completamente la pagina. Se manca una persona in questa lista, sei pregato di non aggiungerla, ma accertati piuttosto che la sua voce biografica contenga il template Bio e che i dati anagrafici siano correttamente compilati. Se il template Bio manca, inseriscilo tu stesso o, in alternativa, metti l'avviso {{tmp\|Bio}} che ne segnala la mancanza. Se i dati riportati sono sbagliati, correggi direttamente la voce biografica; le modifiche saranno visibili in questa lista entro pochi giorni. Per chiarimenti vedi il progetto biografie. La lista contiene solo le 39 persone che sono citate nell'enciclopedia e per le quali è stato implementato correttamente il template Bio. Pagina aggiornata al 13 gen 2025. |

- 6 gennaio - Akhmat Khan, condottiero mongolo
- 7 febbraio - Giulio Antonio I Acquaviva d'Aragona, nobile e condottiero italiano
- 22 febbraio - Carlo I d'Amboise, nobile francese (n. 1430)
- 24 febbraio - Costanzo da Fabriano, presbitero italiano
- 3 maggio - Maometto II, sultano ottomano (n. 1432)
- 4 maggio - Karamanlı Mehmed Pascià, politico ottomano
- 18 maggio - Giacomo I Malaspina, nobile italiano
- 21 maggio - Cristiano I di Danimarca, re danese (n. 1426)
- 31 luglio - Francesco Filelfo, umanista e scrittore italiano (n. 1398)
- 3 agosto - Giovanni da Colonia, architetto tedesco
- 28 agosto - Alfonso V del Portogallo, sovrano (n. 1432)
- 3 settembre - Amalia di Hohenzollern, nobile (n. 1461)
- 5 settembre - Giovanni I di Kleve, duca (n. 1419)
- 14 settembre - Gaspare Martinengo, condottiero italiano
- 21 settembre - Bartolomeo Sacchi, umanista e gastronomo italiano (n. 1421)
- 29 ottobre - Giovanni di Paolo Rucellai, mercante, umanista e scrittore italiano (n. 1403)
- 7 novembre - Barbara di Brandeburgo, nobile (n. 1422)
- 19 novembre - Anne de Mowbray, VIII contessa di Norfolk, nobile britannica (n. 1472)
- 21 novembre - Cosma Orsini, cardinale e arcivescovo cattolico italiano (n. 1420)
- 30 novembre - Doramas, condottiero
- Asakura Toshikage, militare giapponese (n. 1428)
- Maria Caldora, nobile italiana
- Carlo V d'Angiò, nobile francese (n. 1446)
- Diego I Cavaniglia, nobile e condottiero italiano (n. 1448)
- Lekë Dukagjini, condottiero albanese (n. 1410)
- Jean Fouquet, pittore e miniatore francese
- Antonio Gambello, architetto italiano
- Susanna Gonzaga, nobile e religiosa (n. 1447)
- Ikkyū Sōjun, monaco buddhista, abate e poeta giapponese (n. 1394)
- Gian Lodovico I Pallavicino, ambasciatore e politico italiano (n. 1425)
- Giovanni de' Pazzi, nobile italiano (n. 1439)
- Niccolò Porcinari, politico italiano (n. 1411)
- Sai Tia Kaphut, sovrano laotiano (n. 1415)
- Sano di Pietro, pittore e miniatore italiano (n. 1405)
- Nicodemo Trincadini, diplomatico, politico e nobile italiano (n. 1411)
- Mary Woodville, nobile inglese (n. 1456)
- Jacopo Zeno, vescovo cattolico e umanista italiano (n. 1418)
- Giovanni Angelo d'Antonio, pittore italiano
- Matteo di Capua, condottiero italiano (n. 1425)